# 哈利·波特的魔法世界
哈利波特的魔法世界（英語：The Wizarding World of Harry Potter）是環球主題樂園及度假村的一系列主題區域，根據英國作家J·K·羅琳的暢銷原著小說及電影系列《哈利波特》的媒體專營權，以及改編了華納兄弟的元素而設計的主題園區。這些園區是由環球創意根據華納兄弟娛樂公司的獨家特許而設計的。

## 背景
2003年，有傳言指迪士尼或環球主題公園將會有哈利波特的主題景點。然而，《哈利波特》系列的版權已被華納兄弟收購，後者否認了所有傳聞。迪士尼和環球都跟華納兄弟與羅琳就《哈利波特》的主題公園版權展開了競標談判。2004年，羅琳跟迪士尼簽訂了一份意向書，該公司打算在華特迪士尼世界度假區的幻想世界和神奇王國園區的區域內開發一個《哈利波特》的部分。2007年1月，About.com報導了來自「高度可信的消息來源」指島嶼公園的失落的大陸區域將重新以「最受歡迎的兒童系列之一的故事及人物」為主題。其他消息來源在接下來的幾天內跟進行，非官方確認了新區域將涉及《哈利波特》。2007年5月31日，環球影業與華納兄弟合作，正式宣布《哈利波特的魔法世界》將加入冒險島的設施。

## 園區
現實世界上有多個主題樂園建立「哈利波特的魔法世界」園區。遊客需要持有佛羅里達環球影城與冒險島樂園兩個樂園的通行證，就能乘搭霍格華茲特快車通往「哈利波特的魔法世界」的活米村。

### 奧蘭多環球影城度假村

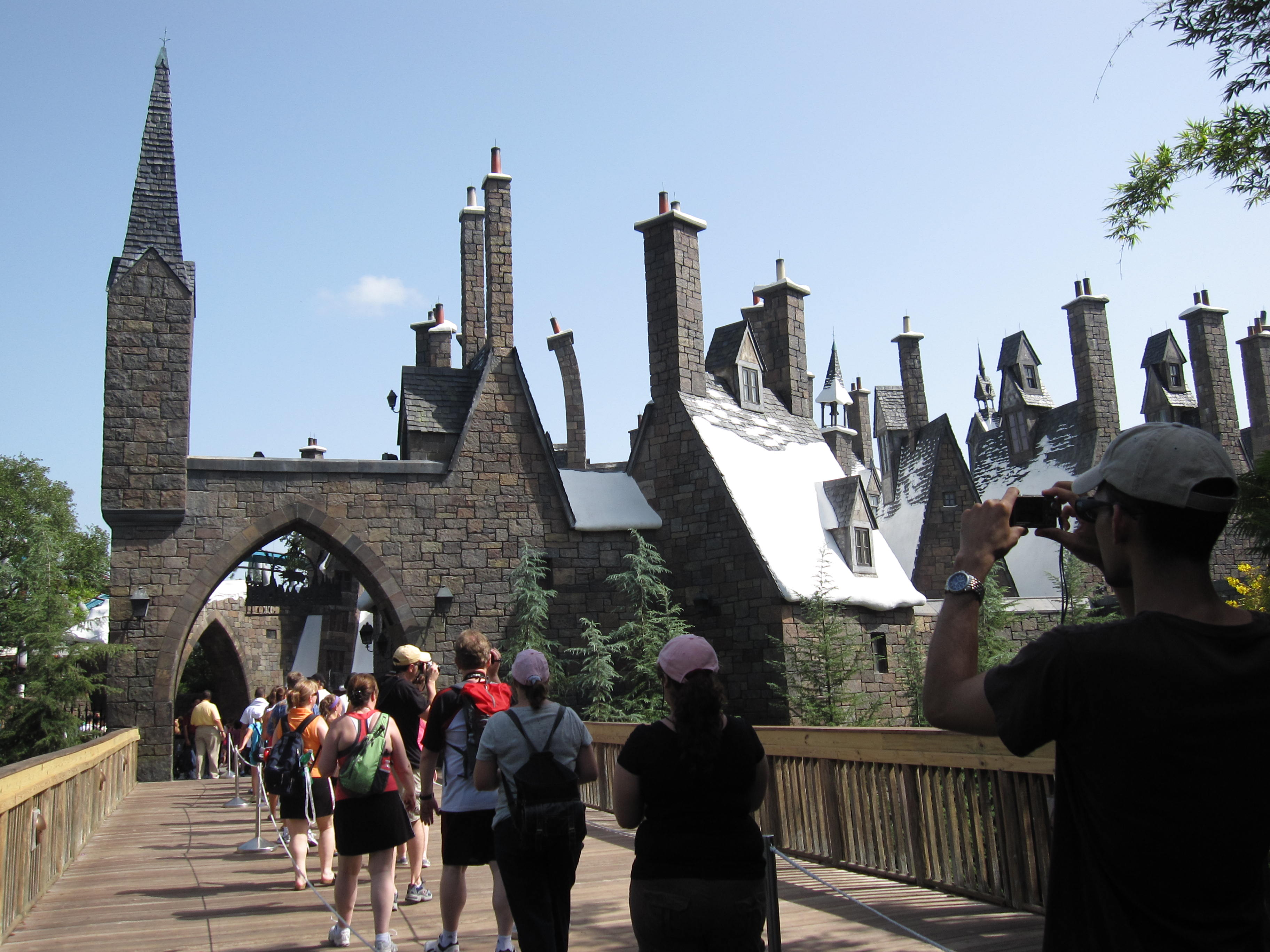
園區入口

美國佛羅里達州奧蘭多的奧蘭多環球影城度假村有兩個主題園區—冒險島樂園與佛羅里達環球影城都擁有「哈利波特的魔法世界」園區的環境。兩者都包括了霍格華茲特快列車車站，讓遊客乘坐電影系列裡出現的完整尺寸複製品以往返兩個主題公園。
哈利波特的魔法世界於2010年6月18日，在環球冒險島主題公園正式開幕，重現活米村、霍格華茲城堡和三個遊樂設施。其旗艦設施是哈利波特與禁忌之旅和海格的魔法生物摩托車冒險之旅。園方於2014年開始擴大園區規模，於佛羅里達環球影城中擴建斜角巷和霍格華茲特快列車，並在同年7月8日開幕。

### 日本環球影城
2012年5月，位於日本大阪的日本環球影城宣佈將會斥資450億日元興建同樣的園區，並在2014年7月開幕。
2014年7月15日，日本環球影城內的哈利波特的魔法世界開幕。當中包括了活米村、哈利波特禁忌之旅，以及鷹馬的飛行過山車遊樂設施。在日本版本有奧蘭多或好萊塢版本都沒有的特色體驗—霍格華茲的黑湖及活生生的貓頭鷹。

### 好萊塢環球影城
好萊塢環球影城內的哈利波特的魔法世界於2016年4月7日開幕，取代了2013年9月6日關閉的好奇的喬治歷險記園區。該旗艦景點是哈利波特與禁忌之旅，其中禁忌之旅雲霄飛車為全美首個3D高畫質（3D-HD）特效影像設施。為了增強乘坐體驗，遊客於整個騎行過程中需要佩戴魁地奇風格的3D護目鏡，然而3D視覺效果最近已被2D取代。

### 北京環球影城

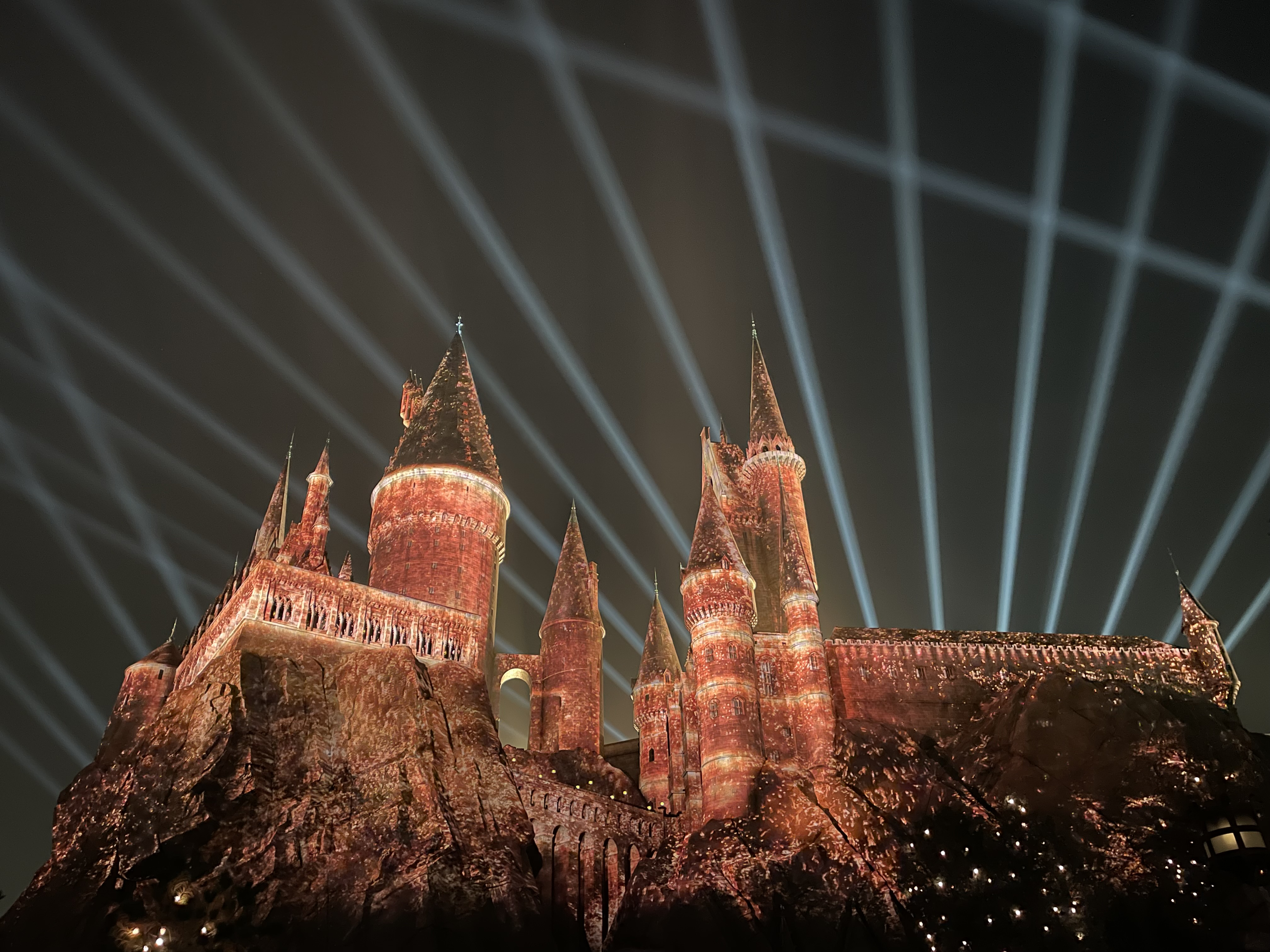
The park's "Nighttime Lights at Hogwarts Castle" projection show

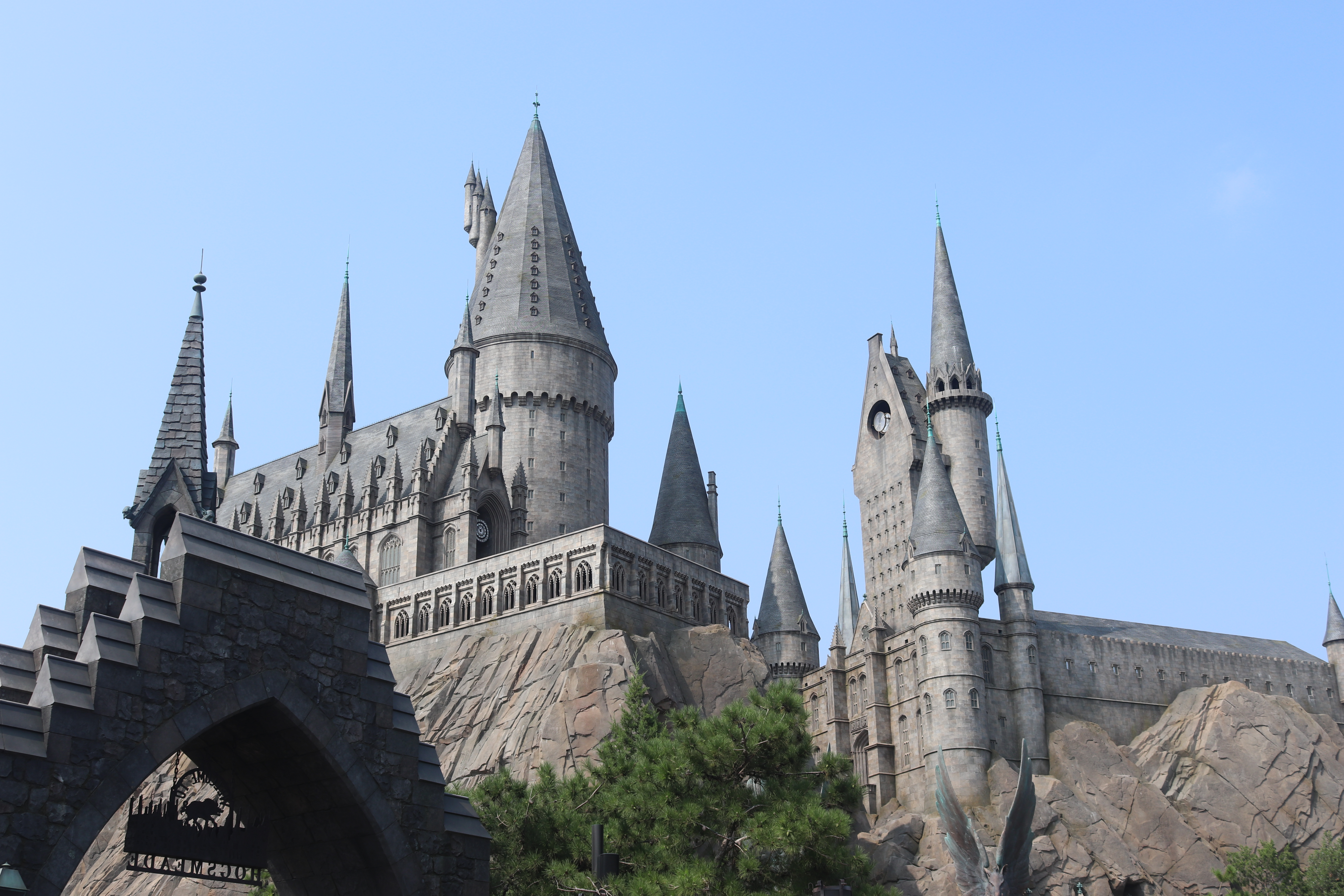
Hogwarts Castle

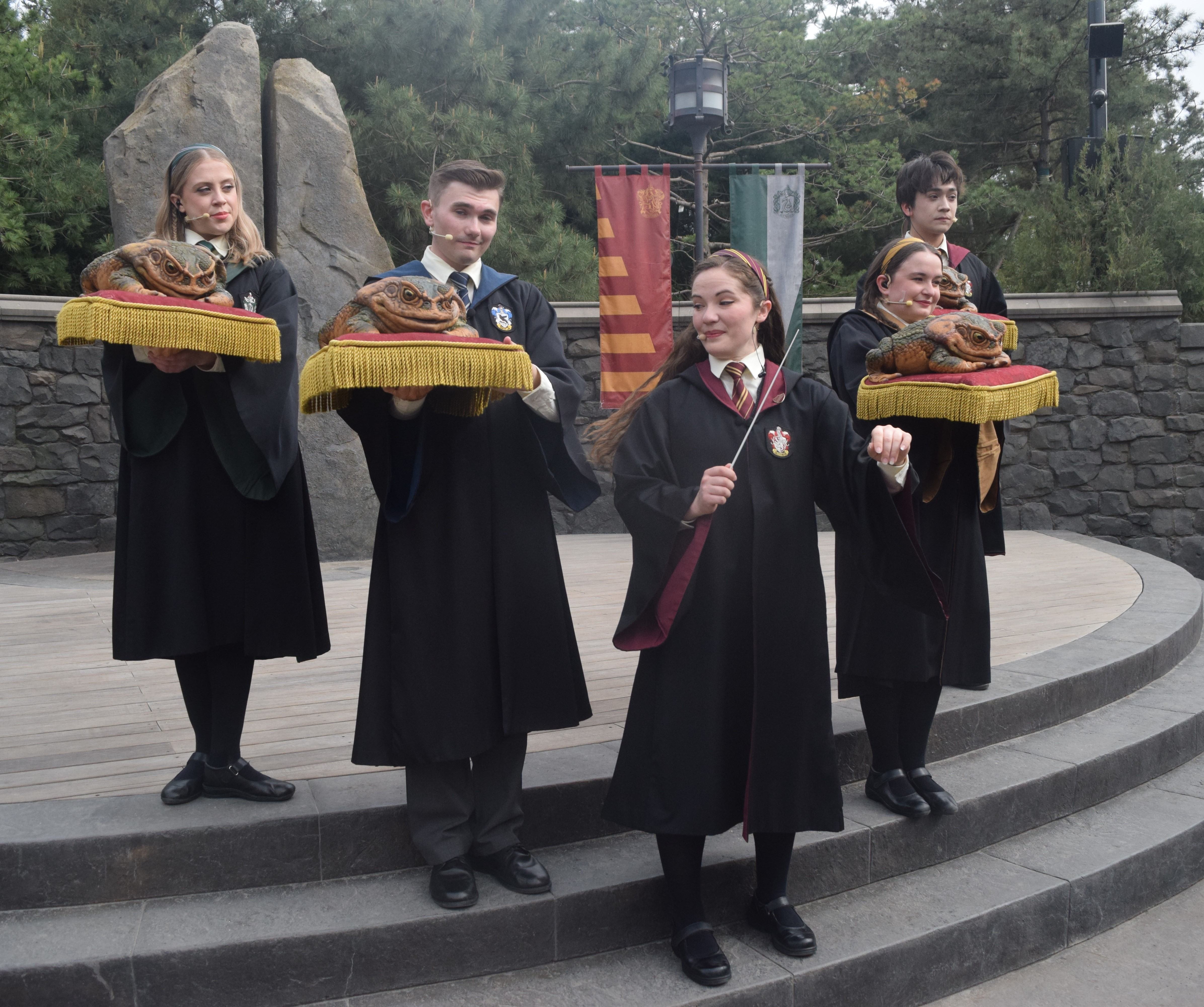
Performers of the Frog Acapella (2024)

以哈利波特系列為主題。哈利波特的魔法世界充滿了許多創新景點、商店、餐廳和娛樂項目。從神奇的咒語到奇妙的生物，從黑暗的惡棍到勇敢的英雄，你都可以在這裡看到。遊客可以探索霍格華茲城堡，在霍格莫德街上的商店購物，並在魔法世界中一些最著名的餐廳品嚐美味的餐點和甜點。景區的每個細節都再現了一個神奇的世界，將遊客帶入小說或電影中經歷過的迷人世界。該地區的零售商店包括：Hogsmeade Station、Zonko's Joke Shop、Gladrags Wizardwear、Wiseacre's Wizarding Equipment、Owl Post & Owlery、Ollivanders Wand Shop in Hogsmeade、Dervish and Banges、Honeydukes 和 Filch's Emporium of Confiscated Good。該地區的餐廳包括 Hog's head 和 Three Broomsticks。
| 設施名                                                   | 類型 | 開幕年 | 說明                                                               |
| -------------------------------------------------------- | ---- | ------ | ------------------------------------------------------------------ |
| 哈利波特禁忌之旅 Harry Potter and the Forbidden Journey  | 設施 | 2021   | 基於哈利波特系列電影的運動模擬器，具有真實的佈景和螢幕。           |
| 鷹馬的飛行 Flight of the Hippogriff                      | 設施 | 2021   | 過山車。                                                           |
| 活米村的奧利凡德體驗 Ollivanders Experience in Hogsmeade | 商店 | 2021   | 一位客人被選中測試各種魔杖，直到找到匹配的魔杖，並伴有音樂和特效。 |
| 青蛙合唱團 Frog Choir                                    | 表演 | 2021   | 以兩棲手偶為特色的無伴奏合唱舞台表演。                             |

## 外部連結
- 樂園官方網站